# 杉田村
杉田村（すぎたむら）は福島県安達郡にあった村。現在の二本松市南西端、東北本線杉田駅の周辺にあたる。

## 地理
- 河川：杉田川

## 歴史
- 1889年（明治22年）4月1日 - 町村制の施行により、北杉田村、南杉田村、館野村、箕輪村の区域をもって発足。
- 1955年（昭和30年）1月1日 - 二本松町・塩沢村・岳下村・石井村・大平村と合併し、改めて二本松町が発足。同日杉田村廃止。

## 交通

### 鉄道路線
- 日本国有鉄道
  - 東北本線
    - 杉田駅

### 道路
- 国道4号（奥州街道）